# 한상경
한상경(韓尙敬, 1360년 ~ 1423년)은 고려 말, 조선 초의 문신이다. 본관은 청주, 자는 숙경(叔敬) 또는 경중(敬仲), 호는 신재(信齋), 시호는 문간(文簡), 군호는 서원군(西原君)이다.
호부상서 한공의(韓公義)의 손자, 판후덕부사(判厚德府事) 문경공(文敬公) 한수(韓脩)의 아들, 길창군(吉昌君) 권적(權適)의 외손으로 태어났다. 음직으로 사선 서령(司膳署令)에 임명되었다가 1382년 문과에 3등으로 급제하여 예의 좌랑(禮義佐郞)이 되었고, 이후 우정언(右正言), 전리 정랑(田理正郞), 예문 응교(藝文應敎), 공부 총랑(工部摠郞), 종부 령(宗簿令) 등을 거쳐 1392년에 밀직사(密直司) 우부대언(右副代言)이 되었다.
1392년 7월 17일 조선 개국에 참여하였고, 9월 27일에 개국 3등공신에 추록되었다. 중추원 우승지(右承旨)로 있다가 1393년 9월 13일 도승지로 승진했고, 1395년 4월 27일부터 첨서중추원사(簽書中樞院事)를 지냈으며, 5월 11일부터 초대 세자 부빈객(副賓客)을 지냈다. 충청도·경기도·풍해도·강원도 등의 관찰사를 지냈고, 내직으로 돌아와서는 공조 판서, 대사헌, 참찬의정부사(參贊議政府事), 이조 판서 등을 지냈다. 1416년에 서원 부원군(西原府院君)에 봉해지고 우의정으로 승진했으며, 1418년 영의정에 올랐다. 평소에 풍질(風疾)이 있었는데, 어머니의 상을 당해 예를 극진히 차리다가 병이 악화되어 1423년에 사망하였다. 아들은 한혜(韓惠) 하나를 두었다.

## 가족 관계
- 할아버지 : 한공의(韓公義)
- 아버지 : 한수(韓脩, 1333 ~ 1384)
- 어머니 : 안동 권씨 - 길창군(吉昌君) 권적(權適)의 딸 
  - 형 : 한상질(韓尙質, ? ~ 1400)
  - 조카손자 : 한명회(1415 ~ 1487)
  - 남동생 : 한상덕(韓尙德, ? ~ 1434)
  - 부인 : 창녕 성씨 - 성달생(成達生)의 딸 
    - 아들 : 한혜(韓惠, 1403 ~ 1431)
      - 손자 : 한계미(韓繼美, 1421 ~ 1471)
      - 손자 며느리 : 파평 윤씨(1417 ~ ?) - 세조 국구(國舅) 파평부원군 윤번(坡平府院君 尹璠, 1384 ~ 1448)의 6녀이자 정희왕후의 언니

## 관련 작품

### 드라마
- 《용의 눈물》(KBS, 1996년~1998년, 배우:남영진)